# Sannieshof
Sannieshof is een dorp met 11.000 inwoners, in de provincie Noordwest in Zuid-Afrika. In 1920 is op deze plaats een postkantoor gesticht voor de omringende boeren. Dit werd Sannieshof genoemd, naar de vrouw van postmeester Johan Voorendijk. Later is op deze plaats een klein dorp ontstaan. Het dorp ligt 1.389 meter boven zeeniveau.

## Subplaatsen
Het nationaal instituut voor de statistiek, Stats SA, deelt sinds de census 2011 deze hoofdplaats in in zogenaamde subplaatsen (sub place), c.q. slechts één subplaats:
Sannieshof SP.